# Исидор Живковић
Исидор Живковић (Витановац код Краљева, 1885 – Витановац, 26. јул 1974) био је српски земљорадник и народни посланик.

## Биографија
Исидор Живковић је рођен 1885. године у селу Витановац код Краљева. Пре Првог светског рата је био деловођа и председник општине у свом родном месту. У Првом светском рату се борио као резервни капетан. Учествовао је у борбама на Солунском фронту. По окончању рата, Живковић је 1922. године у Витановцу подигао прву школу. Био је члан Народне радикалне странке, а 1927. године је на листи ове странке био изабран за народног посланика. Године 1933. постао је један од потпредседника Среског одбора Југословенске радикално-сељачке демократије. Кандидовао се за народног посланика на листи Богољуба Јевтића на изборима 1935. године. Кандидовао се и 1938. године, али овај пут као заменик кандидата Удружене опозиције Војислава Јањића. У Другом светском рату се придружио Југословенској војсци у отаџбини и био је командант њеног одреда за Жички срез. Након рата био је осуђен на 6 година робије, коју је одслужио у Сремској Митровици.
Исидор Живковић је погинуо 26. јула 1974. године у Витановцу прелазећи железничку пругу.